# Idiocerus viridicatus
Idiocerus viridicatus är en insektsart som beskrevs av Henry Fairfield Osborn 1923. Idiocerus viridicatus ingår i släktet Idiocerus och familjen dvärgstritar. Inga underarter finns listade i Catalogue of Life.